# Cliff Stearns
Clifford Bundy Stearns , Sr., detto Cliff (Washington, 16 aprile 1941), è un politico statunitense, membro della Camera dei Rappresentanti per lo stato della Florida dal 1989 al 2013.

## Biografia
Nato e cresciuto a Washington, dopo gli studi alla George Washington University Stearns lavorò come ingegnere aerospaziale per l'United States Air Force. In seguito ebbe una carriera come imprenditore in Florida e negli anni ottanta si dedicò alla politica aderendo al Partito Repubblicano.
Nel 1988 venne eletto alla Camera dei Rappresentanti e negli anni seguenti i votanti lo riconfermarono per altri undici mandati. Nel 2012 venne sconfitto di misura nelle primarie da Ted Yoho e quindi a gennaio abbandonò il Congresso dopo ventiquattro anni di servizio.
Stearns è considerato un repubblicano decisamente conservatore sia in materia economica che in materia sociale. Sposato con Joan Moore, ha tre figli.